# Niklas Sundin
Niklas Sundin, född 13 augusti 1974, är gitarrist i det Göteborgsbaserade melodisk death metal-bandet Dark Tranquillity. Sundin har varit med sedan bandet startade 1989. Han var tidigare också gitarrist i banden Laethora och Hammerfall. Sundin skrev texterna till de första Dark Tranquillity-albumen och även till In Flames tidiga album. Han samarbetade även senare med In Flames-sångaren Anders Fridén med översättning av sångtexter från svenska till engelska, fram till och med albumet Colony. På Dark Tranquillity-albumet, Fiction, har han bland annat skrivit text och musik till låten Inside the Particle Storm.
Sundin har också startat Cabin Fever Media som bland annat skapar omslag till CD-album åt olika metalband. Han har skapat layouten för band som In Flames, Arch Enemy, Sentenced, Kryptos och Fragments of Unbecoming, liksom för sitt eget band, Dark Tranquillity. Sundin har även gett ut två böcker med teckningar och skisser, Gadus Morhua vol 1 & 2.

## Diskografi som musiker
- (1989) Dark Tranquillity - Enfeebled Earth (Singel, utgiven under namnet Septic Broiler)
- (1991) Dark Tranquillity - Trail of Life Decayed (Demo)
- (1992) Dark Tranquillity - A Moonclad Reflection (EP)
- (1993) Dark Tranquillity - Tranquillity (Demokassett) (innehåller Trail of Life Decayed och A Moonclad Reflection)
- (1993) Dark Tranquillity - Skydancer
- (1995) Dark Tranquillity - Of Chaos and Eternal Night (MCD)
- (1995) Dark Tranquillity - The Gallery
- (1996) Dark Tranquillity - Enter Suicidal Angels (MCD)
- (1997) Dark Tranquillity - The Mind's I
- (1998) Dark Tranquillity - The World Domination (VHS)
- (1999) Dark Tranquillity - Projector
- (2000) Dark Tranquillity - Skydancer/Of Chaos and Eternal Night (återutgivning)
- (2000) Dark Tranquillity - Haven
- (2002) Dark Tranquillity - Damage Done
- (2003) Dark Tranquillity - Live Damage (DVD)
- (2004) Dark Tranquillity - Exposures: In Retrospect and Denial
- (2004) Dark Tranquillity - Lost to Apathy (EP)
- (2005) Dark Tranquillity - Character
- (2006) Sigh - Gallows Gallery (Gästmusiker - gitarrsolo)
- (2007) Dark Tranquillity - Fiction
- (2007) Laethora - March of the parasite
- (2010) Dark Tranquillity - We Are the Void
- (2013) Dark Tranquillity - Construct
- (2016) Dark Tranquillity -  Atoma